# Penini

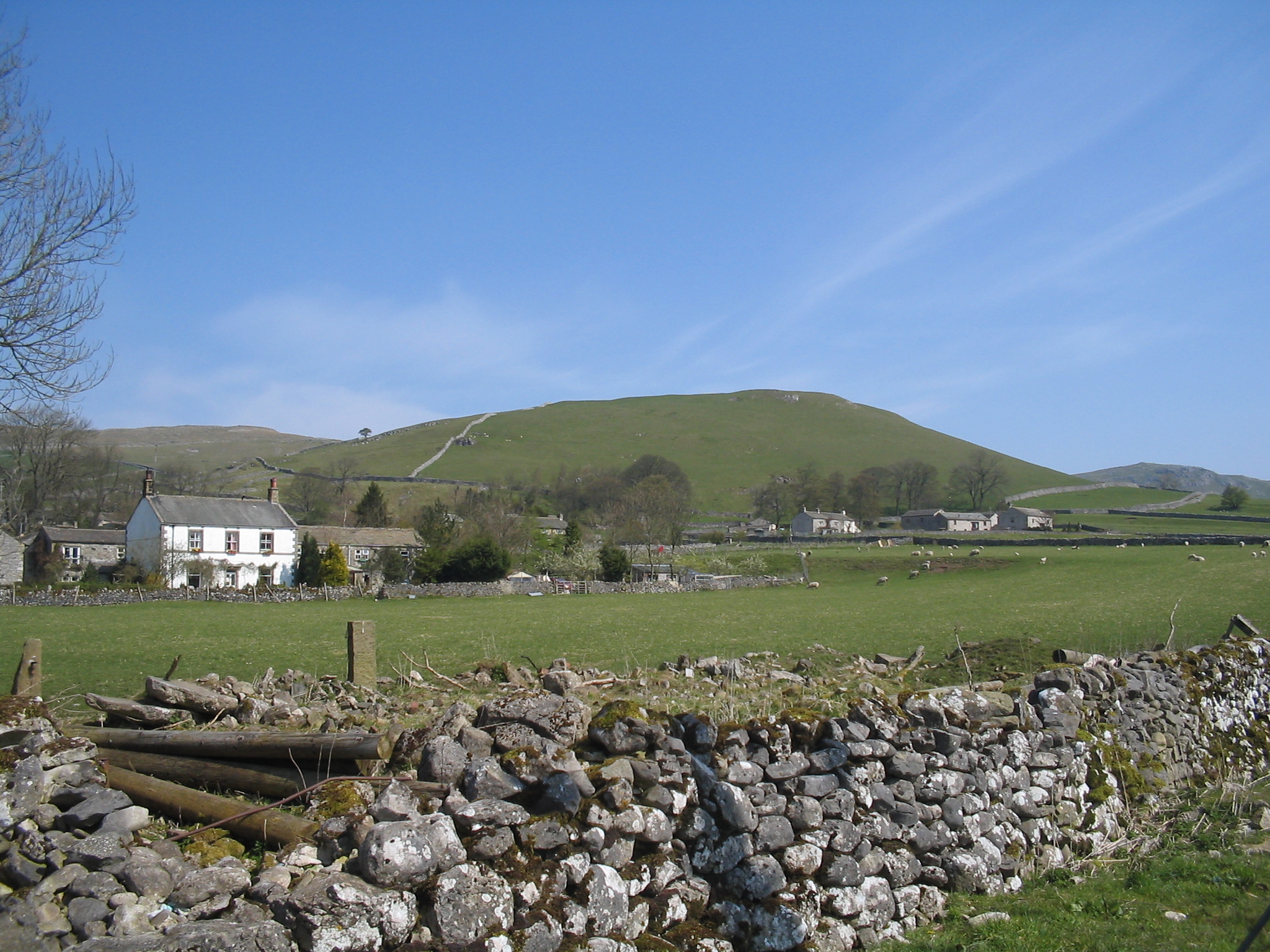

Peninii sunt un lanț muntos din nordul Angliei. Lungimea acestui lanț munots este de 400 km, întinzându-se din centrul Angliei până în sudul Scoției. Cel mai înalt vârf este Cross Fell, cu o înălțime de 893 m. În cadrul Peninilor se află numeroase trecători, puncte de atracție pentru turiști. Parcul Național Yorkshire Dales este un important parc, ce adăpostește numeroase specii de animale și plante. 
Printre rămășițele arheologice din regiune se numără și Zidul lui Hadrian, o construcție ce datează încă din vremea Romei antice.

## Geografie
Relief petrografic
.

## Clima
Clima Peninilor este una temperat-oceanică, cu destul de multe precipitații. 